# Danh sách tỷ phú Anh Quốc theo giá trị tài sản
Dưới đây là danh sách các tỷ phú Anh Quốc dựa trên sự định giá thường niên về của cải và tài sản được tổng hợp và biên soạn từ hãng Bloomberg (Mỹ), tờ Sunday Times của Anh và trên tạp chí Forbes của Mỹ. Bản danh sách hiện vẫn chưa hoàn thiện.

## Danh sách 17 tỷ phú giàu nhất Vương quốc Anh năm 2020 theo Chỉ số Tỷ phú củaBloomberg
| Thứ hạng | Thứ hạng trên thế giới | Họ và tên                   | Năm sinh | Quốc tịch                | Giá trị tài sản (tỷ đô la Mỹ) | Nguồn gốc tài sản |
| -------- | ---------------------- | --------------------------- | -------- | ------------------------ | ----------------------------- | ----------------- |
| 1        | 54                     | James Dyson                 | 1947     | Vương quốc Anh           | 27,3                          | Tiêu dùng         |
| 2        | 61                     | Jim Ratcliffe               | 1952     | Vương quốc Anh · Monaco  | 25                            | Công nghiệp       |
| 3        | 91                     | Gia tộc Hinduja             | 1935     | Vương quốc Anh           | 15                            | Đa dạng           |
| 4        | 171                    | Công tước Hugh Grosvenor    | 1991     | Vương quốc Anh           | 13,2                          | Bất động sản      |
| 5        | 242                    | Michael Platt               | 1968     | Vương quốc Anh           | 9,91                          | Tài chính         |
| 6        | 247                    | Denise Coates               | 1967     | Vương quốc Anh           | 9,75                          | Giải trí          |
| 7        | 288                    | Anthony Bamford và gia đình | 1945     | Vương quốc Anh           | 8,73                          | Công nghiệp       |
| 8        | 330                    | Richard Branson             | 1950     | Vương quốc Anh           | 7,9                           | Đa dạng           |
| 9        | 339                    | Andrew Currie               | 1955     | Vương quốc Anh           | 7,7                           | Công nghiệp       |
| 10       | 340                    | John Reece                  | 1957     | Vương quốc Anh           | 7,65                          | Công nghiệp       |
| 11       | 367                    | Charles Cadogan             | 1937     | Vương quốc Anh           | 7,09                          | Bất động sản      |
| 12       | 398                    | Joe Lewis                   | 1937     | Vương quốc Anh           | 6,64                          | Đa dạng           |
| 13       | 410                    | Simon Reuben                | 1944     | Vương quốc Anh           | 6,43                          | Đa dạng           |
| 14       | 411                    | David Reuben                | 1941     | Vương quốc Anh           | 6,43                          | Đa dạng           |
| 15       | 448                    | Laurence Graff              | 1938     | Vương quốc Anh           | 6,04                          | Tiêu dùng         |
| 16       | 481                    | Clive Calder                | 1946     | Vương quốc Anh · Nam Phi | 5,65                          | Giải trí          |
| 17       | 497                    | Tom Morris                  | 1954     | Vương quốc Anh           | 5,51                          | Bán lẻ            |

## Danh sách 9 tỷ phú giàu nhất Vương quốc Anh năm 2019 theo tờThe Sunday Times
| Thứ hạng | Họ và tên                                    | Năm sinh     | Quốc tịch               | Giá trị tài sản (tỷ bảng) | Nguồn gốc tài sản                  |
| -------- | -------------------------------------------- | ------------ | ----------------------- | ------------------------- | ---------------------------------- |
| 1        | Gia tộc Hinduja                              | 1935         | Vương quốc Anh          | 22                        | Công nghiệp và tài chính           |
| 2        | Jim Ratcliffe                                | 1952         | Vương quốc Anh · Monaco | 18,2                      | Hóa chất                           |
| 3        | Leonard Blavatnik                            | 1957         | Vương quốc Anh · Hoa Kỳ | 14,4                      | Đầu tư, âm nhạc và truyền thông    |
| 4        | James Dyson và gia đình                      | 1947         | Vương quốc Anh          | 12,6                      | Đồ gia dụng và công nghệ           |
| 5        | Hai chị em Kirsten và Jorn Rausing (em trai) | 1952 và 1960 | Thụy Điển               | 12,3                      | Thừa kế và đầu tư                  |
| 6        | Charlene de Carvalho-Heineken                | 1954         | Hà Lan · Vương quốc Anh | 12                        | Thừa kế, làm rượu bia và ngân hàng |
| 7        | Alisher Usmanov                              | 1953         | Nga                     | 11,3                      | Khai thác mỏ và đầu tư             |
| 8        | Roman Abramovich                             | 1966         | Nga · Israel            | 11,2                      | Dầu và công nghiệp                 |
| 9        | Mikhail Fridman                              | 1964         | Nga · Israel · Ukraina  | 10,9                      | Công nghiệp                        |

## Danh sách các tỷ phú giàu nhất Vương quốc Anh năm 2017 theo tạp chíForbes
| Thứ hạng trên thế giới | Họ và tên                   | Giá trị tài sản (tỷ đô la Mỹ) | Nguồn gốc tài sản          |
| ---------------------- | --------------------------- | ----------------------------- | -------------------------- |
| 18                     | Jim Ratcliffe               | 32.0 billion                  | oil and chemicals          |
| 64                     | Hinduja family              | 19.8 billion                  | diversified                |
| 65                     | David and Simon Reuben      | 15.3 billion                  | investments, real estate   |
| 250                    | Ian and Richard Livingstone | 5.8 billion                   | real estate                |
| 269                    | Joe Lewis                   | 5.6 billion                   | investments                |
| 315                    | Bruno Schroder              | 5.1 billion                   | banking                    |
| 324                    | David and Frederick Barclay | 5.0 billion                   | media, retail              |
| 324                    | Richard Branson             | 5.1 billion                   | Virgin Group Ltd           |
| 339                    | Philip and Tina Green       | 4.8 billion                   | fashion retail             |
| 359                    | Laurence Graff              | 4.6 billion                   | diamond jewellery          |
| 367                    | Clive Calder                | 4.5 billion                   | record label               |
| 367                    | Michael Platt               | 4.5 billion                   | hedge funds                |
| 414                    | James Dyson                 | 4.2 billion                   | vacuums                    |
| 522                    | Denise Coates               | 3.6 billion                   | online gambling            |
| 660                    | Andrew Currie               | 3.0 billion                   | chemicals                  |
| 660                    | John Reece                  | 3.0 billion                   | chemicals                  |
| 693                    | Anthony Bamford             | 2.9 billion                   | construction equipment     |
| 693                    | Bernie Ecclestone           | 2.9 billion                   | Formula One                |
| 717                    | Peter Hargreaves            | 2.8 billion                   | financial services         |
| 782                    | Michael Ashley              | 2.6 billion                   | sports retailing           |
| 782                    | Robert Miller               | 2.6 billion                   | retail                     |
| 867                    | Sunil Vaswani               | 2.4 billion                   | diversified                |
| 896                    | Bernard Lewis               | 2.3 billion                   | fashion retailer           |
| 896                    | Farhad Moshiri              | 2.3 billion                   | diversified                |
| 939                    | John Caudwell               | 2.2 billion                   | mobile phones              |
| 973                    | Christopher Hohn            | 2.1 billion                   | hedge fund                 |
| 1030                   | Maritsa Lazari              | 2.0 billion                   | real estate                |
| 1030                   | Tom Morris                  | 2.0 billion                   | retail                     |
| 1098                   | Eddie and Sol Zakay         | 1.9 billion                   | real estate                |
| 1161                   | John Coates                 | 1.8 billion                   | online gambling            |
| 1161                   | Mark Coombs                 | 1.8 billion                   | finance                    |
| 1161                   | Stephen Rubin               | 1.8 billion                   | sports apparel             |
| 1290                   | Lord Ashcroft               | 1.6 billion                   | security                   |
| 1376                   | Charles Dunstone            | 1.5 billion                   | mobile phones              |
| 1376                   | David Harding               | 1.5 billion                   | finance                    |
| 1376                   | Anthony Langley             | 1.5 billion                   | manufacturing              |
| 1376                   | Hilton Schlosberg           | 1.5 billion                   | energy drinks              |
| 1376                   | Ian Wood                    | 1.5 billion                   | energy services            |
| 1468                   | Alex Beard                  | 1.4 billion                   | mining, commodities        |
| 1468                   | Richard Desmond             | 1.4 billion                   | publishing                 |
| 1468                   | Alan Howard                 | 1.4 billion                   | hedge funds                |
| 1468                   | John Whittaker              | 1.4 billion                   | real estate                |
| 1567                   | Jasminder Singh             | 1.3 billion                   | hotels                     |
| 1678                   | Raghuvinder Kataria         | 1.2 billion                   | diversified                |
| 1795                   | Ayman Asfari                | 1.1 billion                   | oil services               |
| 1795                   | Arnold Clark                | 1.1 billion                   | Arnold Clark Automobiles   |
| 1795                   | Mark Dixon                  | 1.1 billion                   | office real estate         |
| 1795                   | Mohammed Ibrahim            | 1.1 billion                   | communications             |
| 1795                   | Kenneth Lo                  | 1.1 billion                   | textiles                   |
| 1940                   | John Bloor                  | 1.0 billion                   | real estate, manufacturing |
| 1940                   | Saket Burman                | 1.0 billion                   | consumer goods             |
| 1940                   | Philip Day                  | 1.0 billion                   | clothing retail            |
| 1940                   | David McMurtry              | 1.0 billion                   | manufacturing              |
| 1940                   | Simon Nixon                 | 1.0 billion                   | price comparison website   |